# August Johann von Hugo
August Johann von Hugo (* 11. September 1686 in Stolzenau; † 8. April 1760 in Hannover) war ein deutscher Mediziner. Er war Königlich-Großbritannischer und Kurfürstlich Braunschweig-Lüneburgischer Leibarzt in Hannover.

## Leben
Die einschlägigen Quellen der medizinischen Biografik schweigen weitgehend über von Hugo. Er wurde als Sohn des Amtmanns, späteren Oberamtmanns von Stolzenau Conrad von Hugo (1636–1710) und der Margarethe Emerentia Conerding (1661–1737) geboren. Am 22. April 1706 immatrikulierte er sich an der Universität Helmstedt und ließ sich als Arzt in Hannover nieder, bevor er 1715 dort Hofmedikus wurde. Am 5. Dezember 1715 heiratete er in Hannover seine Cousine Marie Elisabeth Conerding (1700–1763), die Tochter des Arztes Brandan August Conerding, eines Bruders seiner Mutter, und erwarb am 16. Juni 1725 in dieser Stadt das Bürgerrecht. 1737 erfolgte die Ernennung zum Königlich-Großbritannischen und Kurfürstlich Braunschweig-Lüneburgischen Leibarzt, 1740 die zum Hofrat.

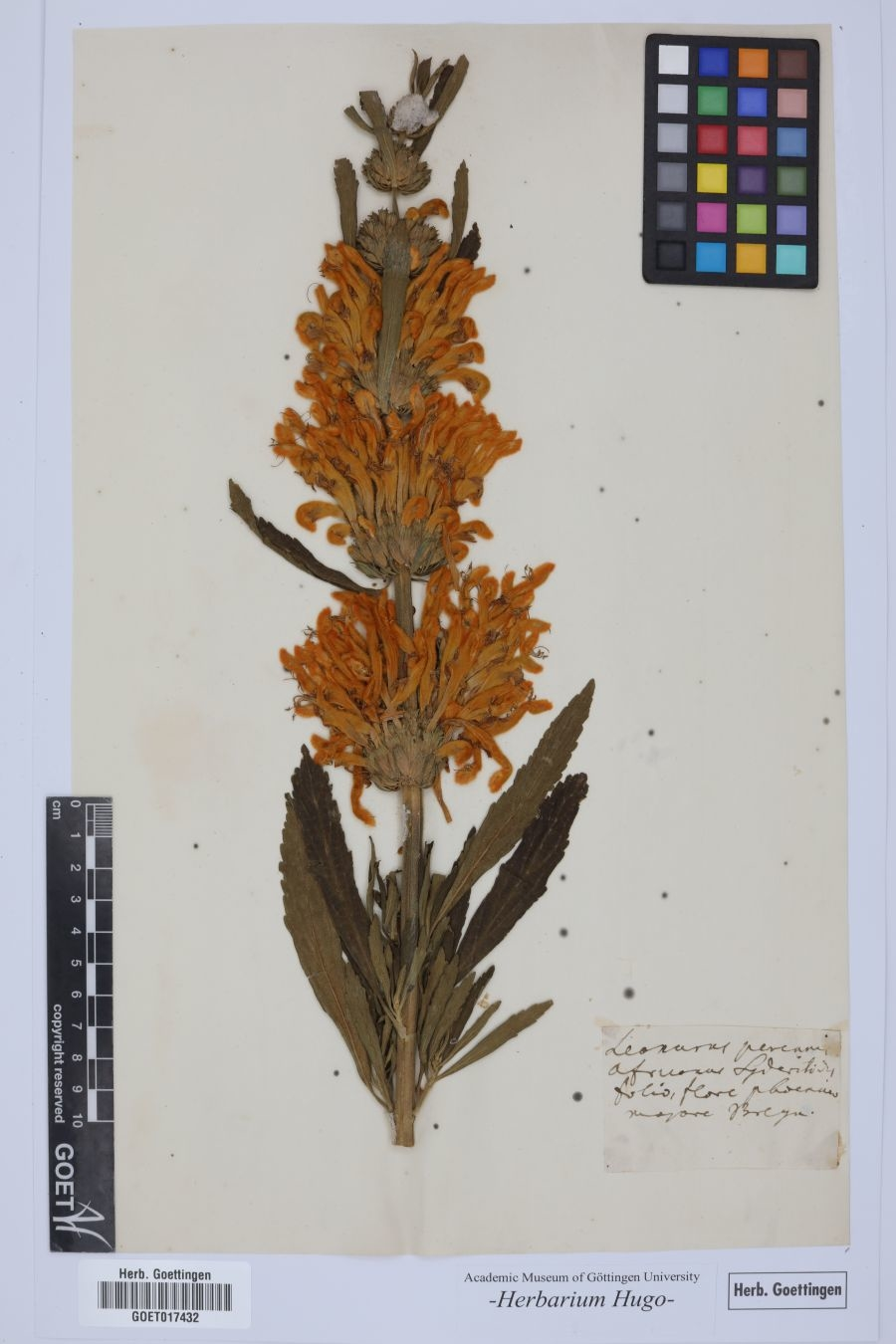
Leonotis leonurus im Hugo Herbarium in Göttingen

Daniel Eberhard Baring erwähnt ihn als einen, „welcher die schönen Wissenschaften mit der Medicin verknüpffet“, und teilt mit, dass sich in seiner Sammlung die Fossilienplatte befand, die der Stuttgarter Hofprediger Eberhard Friedrich Hiemer (1682–1727) erstmals 1724 als „Schwäbisches Medusenhaupt“ beschrieb. Heute ist bekannt, dass es sich bei den Fossilien um Seelilien handelt. Die Platte gelangte über die Sammlung von Johann Friedrich Blumenbach (1752–1840) in die Sammlung der Universität Göttingen, wo sie heute in der Dauerausstellung des Geowissenschaftlichen Zentrums ausgestellt wird. Auch sein umfangreiches Herbarium ist in den Sammlungen der Universität erhalten.
1717 wurde Hugo zum Mitglied der Royal Society gewählt.
August Johann von Hugo darf nicht verwechselt werden mit August Ludwig von Hugo, der 1746 in Göttingen „de glandulis in genere, et in specie de thymo“ zum Dr. med. promovierte, von Albrecht von Haller als Schüler und Freund („noster olim nobilis discipuli & amici“) bezeichnet, aber trotzdem mit jenem verwechselt wurde.